# Common User Access

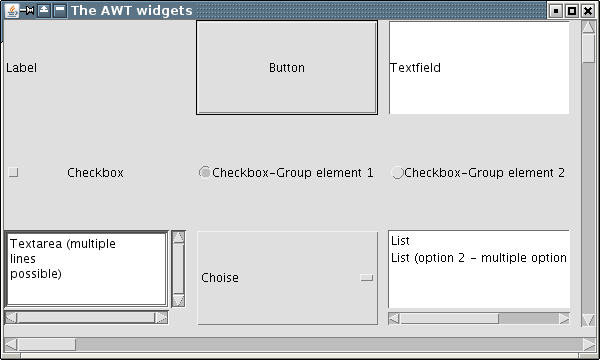
Captura de pantalla de un programa AWT de ejemplo que muestra todos los widgets en un equipo con Linux

Common User Access (CUA) es un estándar de interfaces de usuario para sistemas operativos y programas informáticos. En 1987, IBM desarrolló y publicó el estándar como parte del conjunto de estándares Systems Application Architecture. Se utilizó originalmente en los sistemas operativos MVS/ESA, VM/CMS, OS/400, OS/2 y Microsoft Windows, y hoy en día partes del estándar se han implementado también en programas para otros sistemas operativos, incluyendo variantes de Unix y la plataforma Java (en AWT y Swing).

## Motivaciones e inspiración
IBM quería una forma estándar de interactuar con el software de interfaz de usuario basado en texto, ya sea que la pantalla fuera una terminal tonta conectada a un mainframe o una PS/2 con gráficos VGA.[1] CUA fue una especificación detallada y estableció reglas estrictas sobre cómo deberían verse y funcionar las aplicaciones. Su objetivo era, en parte, lograr la armonía entre las aplicaciones de DOS, que hasta entonces habían implementado de forma independiente diferentes interfaces de usuario.[cita requerida]
Por ejemplo, para abrir un archivo:
- In WordPerfect, se abría un archivo con F7, 3.
- In Lotus 1-2-3, se abría un archivo con / (para abrir los menús), F (para Archivo), R (para Recuperar).
- In Microsoft Word, se abría un archivo con Esc (para abrir los menús), T (para Transferir), L (para Cargar).
- In WordStar, ^ K D (para ir al menú de inicio), seguido de D.[1]
- In emacs, un archivo se abre con Ctrl+x  seguido de Ctrl+f (for find-file).
- In vi, usa Esc para permitir comandos, luego :espace. para abrir el explorador de archivos.

Por lo tanto, cada programa tenía que aprenderse individualmente y memorizar su interfaz de usuario completa. Haber aprendido las interfaces de usuario de docenas de aplicaciones era una señal de experiencia, ya que un usuario novato que se enfrentara a un nuevo programa encontraría que su conocimiento existente de una aplicación similar sería inútil o un obstáculo activo para comprender, ya que el comportamiento aprendido podría necesitar ser desaprendidas para la nueva aplicación.
La especificación detallada de CUA, publicada en diciembre de 1987, tiene 328 páginas. Tiene similitudes con las pautas detalladas de interfaz humana de Apple Computer (139 páginas). Apple HIG es un libro detallado que especifica cómo debe verse y funcionar el software para la computadora Apple Macintosh de 1984.[4] Cuando se escribió por primera vez, la Mac era nueva y el software de interfaz gráfica de usuario (GUI) era una novedad, por lo que Apple se esforzó mucho para garantizar que los programas se ajustaran a una única apariencia compartida. [cita requerida] CUA tenía un aspecto similar. objetivo, pero se enfrentó a la tarea más difícil de tratar de imponer esto retroactivamente en una industria próspera pero caótica existente, con el objetivo mucho más ambicioso de unificar toda la interfaz de usuario, desde computadoras personales hasta minicomputadoras y mainframes; y admitir modos de GUI y de caracteres, y diseños interactivos y por lotes. En comparación, Apple HIG solo admitía una GUI interactiva en una computadora personal independiente. CUA también intentó ser un estándar más medible que Apple HIG y tenía grandes secciones formateadas como listas de verificación para medir el cumplimiento.

## Descripción
El CUA contiene estándares para el funcionamiento de elementos como Cuadro de diálogo, menus y Atajo de teclados que se han vuelto tan influyentes que muchos programadores los implementan hoy en día. que nunca han leído el CUA.
Algunos de estos estándares se pueden ver en el funcionamiento de Windows mismo y en aplicaciones basadas en DOS como el editor de texto edit.com de pantalla completa de MS-DOS 5. Los sellos distintivos de CUA incluyen:
- Todas las operaciones se pueden realizar con el mouse o el teclado;
- Si corresponde a la página/pantalla en cuestión, F5 proporciona una función de actualización;
- Los menús se activan/desactivan con la tecla F10;
- Los menús se abren presionando la tecla Alt más la letra subrayada del nombre del menú;
- Los comandos de menú que requieren parámetros para continuar tienen el sufijo puntos suspensivos ("...");
- Las opciones se solicitan mediante ventanas secundarias (a menudo llamadas cuadros de diálogo);
- Las opciones se dividen en secciones usando pestañas de cuaderno;
- La navegación dentro de los campos en los cuadros de diálogo se realiza con la tecla del cursor; la navegación entre campos es presionando la tecla Tab ↹; ⇧ Mayús+Tab ↹ se mueve hacia atrás;
- Los cuadros de diálogo tienen un botón 'Cancelar', que se activa al presionar la tecla Esc, que descarta los cambios, y un botón 'OK', que se activa al presionar Return, que acepta los cambios;
- Las aplicaciones tienen ayuda en línea a las que se accede mediante un menú de Ayuda, que es la última opción en la barra de menú; la ayuda sensible al contexto puede ser invocada por F1;
- El primer menú se llamará 'Archivo' y contiene operaciones para manejar archivos (nuevo, abrir, guardar, guardar como) así como salir del programa; el siguiente menú 'Editar' tiene comandos para deshacer, rehacer, cortar, copiar, borrar, pegar comandos;
- El comando Cortar es ⇧ Mayús+Borrar; Copiar es Ctrl+Ins; Pegar es ⇧ Mayús+Ins;
- El tamaño de una ventana se puede cambiar arrastrando uno de los 8 segmentos del borde.

CUA no solo cubre las aplicaciones de DOS, sino que también es la base para el estándar de interfaz de usuario coherente (CUI) de Windows, así como para las aplicaciones OS/2, tanto en modo texto como en la GUI Presentation Manager, y los mainframes de IBM. que se ajustan a la Arquitectura de Aplicación de Sistemas.
CUA fue más que un simple intento de racionalizar las aplicaciones DOS: fue parte de un plan más amplio para reunir, racionalizar y armonizar las funciones generales de software y hardware en toda la gama informática de IBM, desde microcomputadoras hasta mainframes.
La tercera edición de CUA se apartó radicalmente de las dos primeras al presentar el orientado a objetos workplace. Esto cambió el énfasis de las interacciones del usuario para que fueran los datos (documentos, imágenes, etc.) en los que trabajaba el usuario. El énfasis en las aplicaciones se eliminó con la intención de hacer que la computadora fuera más fácil de usar al cumplir con las expectativas de los usuarios de que trabajarían en documentos usando programas (en lugar de operar programas para trabajar en documentos). (Véase también interfaz de usuario orientada a objetos.)